# Fuchsia decidua
Fuchsia decidua är en dunörtsväxtart som beskrevs av Standley. Fuchsia decidua ingår i släktet fuchsior, och familjen dunörtsväxter. Inga underarter finns listade i Catalogue of Life.